# (3253) Gradie
(3253) Gradie es un asteroide perteneciente al cinturón de asteroides, descubierto el 28 de abril de 1982 por Edward Bowell desde la Estación Anderson Mesa (condado de Coconino, cerca de Flagstaff, Arizona, Estados Unidos).

## Designación y nombre
Designado provisionalmente como 1982 HQ1. Fue nombrado Gradie en honor al aastrónomo estadounidense Carey Gradie.